# Nikola Jovanović (koszykarz)
Nikola Jovanović (cyr. Никола Јовановић; ur. 7 marca 1981 w Kraljevie) – serbski koszykarz grający na pozycji silnego skrzydłowego w zespole Anwilu Włocławek.

## Przebieg kariery
- 2001-2005: Mašinac Kraljevo
- 2005-2006: KK Ergonom Niš
- 2006-2007: Etha Engomis
- 2007: Zdravlje Leskovac
- 2007-2008: Swisslion Takovo Vršac
- 2008-2009: Atlas Stal Ostrów Wielkopolski
- 2009-2011: Anwil Włocławek
- 2011: Kavala
- 2011: BC Timișoara
- 2012: APOEL Nikozja
- 2012-2013: Anwil Włocławek
- 2013-2014: KTE-Duna Aszfalt(inne języki)
- 2014-2016: CEP Lorient(inne języki)
- 2016-2018: Berck(inne języki)

## Statystyki podczas występów w PLK
| Sezon     | Drużyna           | M  | S5 | MPG  | FG% | 3P% | FT% | RPG | APG | SPG | BPG | PPG  |
| --------- | ----------------- | -- | -- | ---- | --- | --- | --- | --- | --- | --- | --- | ---- |
| 2008/2009 | Stal Ostrów Wlkp. | 33 | 30 | 30,7 | 53% | 46% | 78% | 5,7 | 1,8 | 0,8 | 0,5 | 15,5 |
| 2009/2010 | Anwil Włocławek   | 35 | 35 | 27,9 | 50% | 41% | 77% | 4,7 | 1,7 | 1,1 | 0,3 | 14,1 |
| 2010/2011 | Anwil Włocławek   | 25 | 24 | 26,7 | 49% | 40% | 74% | 4,6 | 1,8 | 0,8 | 0,4 | 13,6 |

## Osiągnięcia
Drużynowe
- Wicemistrz Polski (2010)

Indywidualne
- Uczestnik Meczu Gwiazd PLK (2010)
- II piątka TBL według dziennikarzy (2010)[1]